# Eutolmus calopus
Eutolmus calopus là một loài ruồi trong họ Asilidae. Eutolmus calopus được Loew miêu tả năm 1848. Loài này phân bố ở vùng Cổ Bắc giới.